# Ivo de Giulli
Dr Ivo de Giulli (Dubrovnik, 1876. – Dubrovnik, 1957.) je bio hrvatski političar, diplomat, pravnik i javni radnik. Po struci je bio odvjetnik. 
Bio je gradskim vijećnikom u Dubrovniku.
Uređivao je i izdavao list Crvenu Hrvatsku od 1905. do 1907. godine. List se tiskao u tiskari njegove obitelji u Dubrovniku od ožujka 1906. godine.
Bio je značajnim dioničarom Hrvatske vjeresijske banke, moćnog predstavnika hrvatskog kapitala, jer je ta banka smjela osnivati podružnice diljem Austro-Ugarske. Ista je banka bila gospodarskim osloncem Samostalna organizacija Hrvatske stranke.
Zbog članstva u tom odboru, austrijske su sudske vlasti naredile uzapćenje njegove cjelokupne pokretnei nepokretne imovine, kao i Anti Trumbiću i Juliju Gazzariju iz Šibenika, zbog "veleizdaje".
Za vrijeme 1. svjetskog rata bio je članom Jugoslavenskog odbora, čijeg je pariškog ureda bio šef. 1916. je uručio francuskom ministarstvu vanjskih poslova memorandum o hrvatskom pitanju; istovremeno pred Pašićem branio Supila, za razliku od srpskih predstavnika u Odboru. Naime, jedino se de Giulli slagao sa Supilom koji je još 1915. razgovarajući sa srbijanskim dužnosnicima rekao da Hrvati moraju znati u kakvu državnu zajednicu ulazu, drugim riječima da unutrašnje uređenje buduće Jugoslavije treba biti riješeno prije konačnog ujedinjenja.
Smatrao je bitnim ravnopravnost vjera u budućoj državi, pa je stoga smatrao potrebnim da Kraljevina Srbija treba pokazati pred zajednicom europskih naroda ozbiljnu namjeru kojom bi promijenio pravoslavlju status povlaštene vjere u državi Srbiji, jer joj je ondje ustavom bio osiguran položaj državne vjere.
Potpisnikom je varšavske konvencije o unifikaciji određenih relativnih pravila međunarodnog zračnog prometa od 12. listopada 1929. 
U Kraljevini Jugoslaviji bio je generalnim konzulom u Jeruzalemu. 
Nakon što je taj konzulat otvoren 31. prosinca 1936. godine, de Giulli je ukazom od 30. travnja 1937. postao generalnim konzulom, a dužnost je počeo obnašati 29. studenoga 1937. godine. Održavao je veze s kolonijom Židova koji su iselili s područja Kraljevine Jugoslavije u Palestinu nakon 1. svjetskog rata. Pratio je bit i probleme arapsko-židovskih odnosa.
Napisao je djelo:
- La vie maritime des Yugoslaves et leur marine marchande, 1918.[14]